# Édouard Descamps
Édouard Eugène François Descamps, född 27 augusti 1847, död 17 januari 1933, var en belgisk baron, jurist och politiker.
Descaps blev professor i folkrätt 1872 i Leuven och senator 1892. Åren 1907–1910 var han minister för vetenskap och konst. Descamps ingrep verksamt för utvecklingen av den moderna folkrätten, och var medlem av permanenta skiljedomstolen i Haag. Han var även Belgiens delegerade vid första fredskonferensen i Haag. Descamp var medredaktör för tidskriften Recueil international des traités och även utgivare av en rad fristående skrifter i folkrätt och rättsfilosofi, bland annat Le droit de la paix et de la guerre (1898) och La neutralité de la Belgique (1902).

## Utmärkelser
- Hedersdoktor vid Sorbonne,  1929[4]
- Storkorset av Nederländska Lejonorden
- Storkors av Fenixorden
- Uppgående solens orden, första klass
- Hedersdoktor vid Edinburghs universitet
- Storkorsriddare av Italienska kronorden
- Storkors av Kronorden
- Storkors av Leopoldorden
- Storkorset av Ekkronans orden
- Storofficer av Hederslegionen

[Redigera Wikidata]